# Spadarino
Ne doit pas être confondu avec  Giovanni Antonio Galli, médecin italien du XVIIIe siècle.
Giovanni Antonio Galli, dit lo Spadarino (en français :« le petit spadassin ») (Rome, 16 janvier 1585  – entre juin 1651 et 1653) est un peintre italien baroque  du début du XVIIe siècle.

## Biographie
Documenté à Rome pour la première fois en 1597, il travaille  à la décoration du palais du Quirinal (vers 1615), avec Carlo Saraceni, Giovanni Lanfranco et Agostino Tassi et peint  entre 1625 et 1633.
À partir de son tableau Le Miracle de sainte Valérie et de saint Martial Roberto Longhi reconstitua son œuvre.
Avec Tommaso Salini, Carlo Saraceni et Orazio Gentileschi, Lo Spadarino fait partie de la première génération des suiveurs du Caravage.
Roberto Longhi lui fit attribuer ses tableaux plutôt qu'au Caravage ; a contrario le Narcisse du Caravage, longtemps attribué à Spadarino.
Il fut, en outre longtemps confondu avec son frère, Giacomo Galli, peintre et graveur de moindre envergure.

## Œuvres
- Fresques du Palazzo Madama (1638)
- Le Miracle de sainte Valérie et de saint Martial (entre 1626 et 1632),  Basilique Saint-Pierre de Rome.

Après 1943,  Roberto Longhi lui attribua  ses autres œuvres :
- L'Ange gardien (après 1620), San Ruffo, Rieti
- Sainte Françoise romaine avec un ange,  Palazzo Rosso, Gênes.
- Le Christ et les docteurs,  musée Capodimonte de Naples.
- Saint Antoine et le Christ enfant, Saints-Cosme-et-Damien, Rome
- Saint Thomas de Villanova donnant l'aumône, pinacothèque, Ancône
- Saint Hommebon de Crémone et le mendiant, Vicariato, Rome